# Nils Bengtsson
Nils Einar Bengtsson, född 16 maj 1925 i Örkeneds församling, Kristianstads län, är en svensk biotekniker och direktör. Han är bror till Arvid Bengtsson.
Bengtsson, som är son till korgmakare Olof Bengtsson och Nelly Björk, utexaminerades från Kungliga Tekniska högskolan 1951 samt blev teknologie doktor och docent i livsmedelsvetenskap vid Chalmers tekniska högskola 1971. Han anställdes av Svenska Sockerfabriks AB 1951, av Procter & Gamble Co i USA 1955, blev sektionschef vid SIK - Svenska livsmedelsinstitutet 1960, teknisk direktör där 1973 och verkställande direktör 1978. Han tilldelades professors namn 1978 och invaldes som ledamot av Kungliga Ingenjörsvetenskapsakademien 1979. Han har även varit ledamot av Statens livsmedelsverks vetenskapliga råd och statens jordbruksnämnds beredskapsråd. Han har skrivit ett 80-tal vetenskapliga och tekniska arbeten rörande livsmedelsteknik.